# Another One Bites the Dust
Az Another One Bites the Dust a harmadik dal a brit Queen rockegyüttes 1980-as The Game albumáról. A szerzője John Deacon basszusgitáros volt, akit elmondása szerint a gyermekkorában hallgatott soul és funk előadók ihlettek – bár a basszusszólam hasonlósága miatt feltételezhető, hogy a Chic együttes „Good Times” című dala is nagy inspirációt jelentett számára. A szövegében Deacon először cowboyokról akart írni, de az együttes szerint úgy túl ódivatú lett volna, ezért közösen új szöveget írtak hozzá, gengszterekkel a főszerepben.
A dal eltért az együttes addig megszokott stílusától, a funkra jellemző visszafogott dobhangzás, kiemelkedő basszus és ugyancsak visszafogott, sikáló gitárjáték hallható benne. A felvételekor éles ellentét alakult ki az együttesen belül, ugyanis Roger Taylor dobos és Brian May gitáros inkább a régi hangzásukhoz ragaszkodott volna. Bár ebben az időszakban kezdtek el szintetizátort használni, ennél a dalnál minden hangot hagyományos hangszerekkel rögzítettek.
1980. augusztus 22-én kislemezen is megjelent. Angliában a hetedik helyet érte el, Amerikában viszont óriási sikere volt, több hétig vezette a slágerlistát, valamint az R&B és Dance listákon is magas helyezéseket ért el, a fekete zenét játszó rádióadók körében pedig különösen felkapott lett. Grammy-díjra is jelölték a „legjobb vokális rockzenekar” kategóriában, de nem nyerte el a díjat. Az együttes legkelendőbb kislemeze lett, csak Amerikában hónapok leforgása alatt 3 millió kelt el belőle, világszerte pedig több mint 7 millió példányban fogyott.

## Háttér és felvételek
Deacon elmondása szerint már gyermekkorától nagy rajongója volt az amerikai „fekete zenének”, és mindig is vágyott egy hasonló stílusú dalt írni, amihez hosszú ideje megvolt már a basszusvonal. Edward Burns, a Chic együttes basszusgitárosa viszont azt mondta, hogy amikor ő az együttesével a New York-i Power Station stúdióban felvették a „Good Times” című dalukat, Deacon éppen a stúdióban volt, és egyszerűen lemásolta őket – a két dal basszusszólama valóban nagyon hasonlít. Deaconnak világos elképzelései voltak a dallal kapcsolatban, egyszerű dob és gitárhangzást akart hallani benne, amivel kivívta May és Taylor bosszúságát, akik inkább ragaszkodtak volna az együttes régi hangzásához. May szerint: „Erőteljes dobhangzást akartunk, a szokásos nagyszabású stílusunkban. Erre Deakey azt mondja: »Nem, ezt teljesen másfélének akarom. Nagyon feszes, éles dobhangzással.« Eredetileg ismétlődő dobhangzással csináltuk – ez még a dobgépek elterjedése előtt volt. Roger dobolt egy kicsit, mintegy tiltakozón, mert nem igazán tetszett neki, ahogy ez a dobhangzás szólt. Ezután Deakey rájátszotta ezt a dallamot.” Mercurynak viszont azonnal megtetszett, hogy ebben a számára új stílusban kell énekelnie, végig kitartott az általa nagyon jó ötletnek gondolt dal mellett.
Deacon és Taylor kidolgozták a ritmusszekciót, majd közösen építették fel köré a dalt, mindannyian segítve az ötleteikkel. Deacon ritmusgitározott, May feljátszotta a kiegészítő gitárszólamot, Reinhold Mack producer pedig a keverés során hozzátoldta a visszafelé rögzített zongoraszólamot, és az egyéb effektusokat. Ebben az időszakban Mack segítségével rengeteget tanultak a felvételi eljárásokról, és a korábbi aprólékos módszerüket elvetve gyorsabban, frissebben dolgoztak – például már nem vettek fel minden egyes részletet többször, hogy abból kiválasszák a legjobbnak hangzó változatot, csak egy-két felvételt rögzítettek, a problémás részeket pedig Mack átszerkesztette. Ugyancsak ebben az időben kezdték használni a szintetizátort a hangszerelésben, de a hiedelemmel ellentétben nem használták az „Another One Bites the Dust”-nál, annak minden hangját hagyományos hangszerekkel rögzítették.

## Zene és szöveg
A dal üteme 4/4-es, E mollban íródott, és viszonylag gyors, percenként 110-es a ritmusa – utóbbival kapcsolatosan gyakran hozzák fel példának, hogy a megfelelő ritmusa és ismertsége miatt jól lehet viszonyítani hozzá az újraélesztéskor a megfelelő ütemű szívmasszázst. Az együttes addig megszokott stílusától eltérően hiányzik belőle az erőteljes gitárhangzás, csak némi visszafogott, sikáló gitárakkord hallható a háttérben, és nincs benne gitárszóló sem. Ugyanígy a dob visszafogott, „száraz” lett, szokásuktól eltérően ismétlődő „dobhurok” szól a dalban. Előtérbe került viszont a basszusszólam, amely főleg a soul és funk dalok sajátossága. Attól függetlenül, hogy Deacon már régóta szeretett volna egy ilyen típusú dalt írni, a Queen zenéje az 1980-as években nagymértékben egyszerűsödött, az új producerüknek, és a Müncheni éjszakai klubok hatásának köszönhetően. Több akkori daluk az úgynevezett „Sugar Shack teszt” alapján készült, amelynek során a dalterveket lejátszották a Sugar Shack mulatóhelyen, és tesztelték, jól hangzik, vagy sem. „Bármi, amiben volt egy kis groove és szabad tér, az jól hangzott a Sugar Shackben” – mondta May. – „Eljátszottunk párat a régi dalaink közül, például a »Tie Your Mother Down«-t, de nem működött, mert túl volt zsúfolva, nem volt benne szabad tér. Ezután kifejezetten olyan dalokat írtunk, amelyekben sok szabad helyet hagytunk, így remekül hangzottak a Sugar Shackben.”
Az alapötlet a szöveghez a „bites the dust” (magyarul fűbe harap) frázisból ered, amelynek felhasználásával Deacon eredetileg cowboyokról akart történetet írni, ahogyan sorban fűbe harapnak. Az együttesek ez nem tetszett, túl régimódinak tartották, és közösen – főleg Mercury közreműködésével – átírták, a szövegben említett kalap és gépfegyver tanúsága szerint gengsztertörténetté. Mint megannyi dalnál, ezzel kapcsolatban is felmerült, hogy a szövege visszafelé lejátszva rejtett üzenetet hordoz. Spekulációk szerint az „another one bites the dust” refrén visszafelé hallgatva „decide to smoke marijuana”-nak vagy „it's fun to smoke marijuana”-nak érthető, mindkét mondat a marihuána fogyasztásra ösztönöz. Erőszakos szövege miatt a 2001. szeptember 11-ei terrortámadások után a Clear Channel médiacsoport az amerikai rádiókban lejátszásra nem ajánlott dalok közé sorolta.

## Megjelenés és fogadtatás
Már a keverésekor felmerült, hogy esetleg ki lehetne adni kislemezen, de Taylor mindvégig ellenezte. Az együttes roadjai is azt tanácsolták, hogy adják ki, de azt kapták válaszul, hogy „inkább keverjetek még pár koktélt”. Aztán 1980 júniusában egy Los Angeles-i koncertjük után Michael Jackson benézett az öltözőbe az együtteshez, és ő is ezt ajánlotta, az ő tanácsát pedig megfogadták, így 1980. augusztus 22-én megjelent kislemezen. Angliában nem keltett nagy feltűnést, a hetedik helyet érte el a slágerlistán. Amerikában viszont nagy siker lett, három hétig vezette a slágerlistát, és tizenöt hétig volt a legjobb tíz között. A Billboard magazin speciális listáin is sikeres volt: mind a Dance, mind az R&B slágerlistákon a második helyet érte el. Különösen kedvelt volt a „fekete zenét” játszó rádióadók között, sok helyen a DJ-k, akik nem ismerték azelőtt a Queent, azt hitték, hogy egy új R&B zenekar tört be a piacra. Amerikában még abban az évben platinalemez lett, és rövid idő alatt több mint hárommillió példányban kelt el, a sikere pedig megduplázta az album eladásait is. Nagy siker volt ezen felül Spanyolországban, és több dél-amerikai országban.
A kritikusok vegyesen fogadták. Sok írás megjegyezte, hogy nagyon hasonlít a Chic dalához, a Creem szerint „átemelte” a basszusszólamot, a 2004-es Rolling Stone Album Guide szerint egyenesen „szégyentelenül lenyúlta”. A Melody Maker Mercury hangját Janis Joplinéhoz hasonlította, és általában pozitívan írt róla: „nagyszerű dzsesszes basszusszólam fut rajta végig, Taylor dobolása pedig úgy csattog, mint egy dühös krokodil állkapcsa.” A Record Mirror kevésbé volt meggyőzve, a kritikusa szerint nem autentikus diszkó dal, „csupán azt az érzést kelti, mint ha egy kis diszkó csomagolásban lenne. Valószínűleg a dalt nem kell komolyan venni, de nem vagyok benne biztos. Sajnálom, de ez a gyenge pontja a The Game első oldalának, egy jónak tűnő ötlet kihasználása.” A Washington Post is kissé szkeptikus volt: „Úgy tűnik az együttes azt hitte, hogy a new wave azt jelenti, hogy orgonariffeket adnak a dalaikhoz és visszavesznek a szólógitárból. A »Bites the Dust« pszeudodiszkó dallam, ami még vonzóbbá válhatott volna, ha kivágják belőle a középső rész dobszólóját.” Edward Burns, a Chic basszusgitárosa arról panaszkodott a dal sikere után, hogy „a sajtó még minket vádolt meg, hogy megraboltuk őket! A »Good Times« jó egy évvel azelőtt jelent meg, de az embereknek elképzelhetetlen, hogy esetleg a fekete zenészek is innovatívak lehetnek. De éppen ezek a béna diszkó fiúk voltak azok, akik ellopták ezt a rock and roll dalt.”
Megkapta a Billboard „Crossover-díját” is, utalva arra, hogy ugyanúgy sikert aratott a különböző stílusú slágerlistákon. Grammy-díjra is jelölték „legjobb vokális rockzenekar” kategóriában, de a díjat nem nyerte el. 1980-ban a Rolling Stone olvasói jelölték az „év kislemeze” díjra, a Creem olvasói pedig az év második legjobb kislemezének szavazták. Az évek elteltével az együttes egyik legismertebb, legsikeresebb dalának tartják. Alexis Petridis a The Guardiantól azt írta: „Ha hallani akarod, milyen rendkívüli tudott lenni a Queen, itt az »Another One Bites the Dust«, egy fehér rockegyüttes diszkó dala, amely megállja a helyét a stílus mestereivel szemben is…” Garth Cartwright kritikus szerint „minimalista és funkcionalista […] ugyanakkor Mercury éneke szinte hisztérikus hangulatot tesz hozzá.” Fatboy Slim azt mondta róla: „DJ-ként még mindig játszom […] hatalmas funky dal.” Ed Rivadavia az AllMusictól megjegyezte, hogy a dal hatalmas sikere után az együttes a dance és diszkózene felé fordult, amely a nagyot bukó Hot Space albumon csúcsosodva „gyakorlatilag végzett az együttes amerikai karrierjével.” A 2000-es évekre több mint 7 millió példányban kelt el világszerte, ezzel az együttes legjobban fogyó kislemeze lett. A Nielsen SoundScan felmérése szerint 2010 szeptemberéig több mint 1,1 millió alkalommal vásárolták meg az erre szakosodott weboldalakról. A Billboard a Billboard Hot 100 slágerlista ötvenedik évfordulója alkalmából összeállított „The Billboard Hot 100 All-Time Top Songs” sikerlistán a 34. helyre sorolta.

## Élőben
1980-ban játszották pár alkalommal, de „nehezen indult be” élőben, mert nem tudták az eredeti felvétel száraz dobhangzását előállítani a színpadon, és az együttes régi stílusához szokott közönség sem kedvelte, mert „nem túl rock and roll”. Később, a kislemez sikere után rendszeres része volt a koncertprogramoknak, és 1986-ig minden koncertjükön előadták. 1982-ben a ráadásblokkba került, majd 1984-től ismét a koncertek korábbi részén játszották. Felkerült az 1986-os Live Magic és 1992-es Live at Wembley ’86 koncertalbumokra, valamint a Queen: Live at Wembley Stadium és Queen on Fire – Live at the Bowl koncertvideókra. Az 1992-es Freddie Mercury emlékkoncerten azért nem adták elő, mert a szövege, különösen a „fűbe harap” rész bizarrul hatott volna Mercury halála után. A Queen + Paul Rodgers koncerteken tervezték előadni, de a klasszikus rockhoz szokott Paul Rodgers sehogy sem tudott „megbirkózni” vele, ezért végül kimaradt.
Deacon eredetileg, 1980-tól 1982-ig egy Music Man Stingray basszusgitáron játszotta a dalt az élő fellépések alkalmával, majd 1984-től kezdve ehhez is szokásos Fender Precision Bass hangszerét használta.

## Feldolgozások
1981-ben „Weird Al” Yankovic „Another One Ride the Bus” címen parodizálta, ez felkerült az 1983-as bemutatkozó lemezére. 1998-ban Wyclef Jean készített feldolgozást belőle, amely kislemezként az ötödik helyet érte el Angliában. Ez a változat a Chipkatonák című filmben is felhangzott, majd felkerült az együttes Greatest Hits III válogatásalbumára. 2006-ban a Miami Project dance remixváltozata a 31. helyet érte el az angol slágerlistán. 2010-ben a Glee – Sztárok leszünk! zenés vígjátéksorozat „Visszavágó” című részében énekelték el a szereplők.

## Közreműködők
- Freddie Mercury: ének, háttérvokál
- Roger Taylor: dob, elektronikus dob
- John Deacon: basszusgitár (Music Man Stingray), ritmusgitár, zongora
- Brian May: elektromos gitár (Red Special)

## Kislemez
| 7" kislemez (EMI 5102, Anglia) 1. „Another One Bites the Dust” (Deacon) – 3:32 2. „Dragon Attack” (May) – 4:17 7" kislemez (Elektra E-47031, Amerika) 1. „Another One Bites the Dust” (Deacon) – 3:32 2. „Don’t Try Suicide” (Mercury) – 3:52 | 3" CD (Parlophone QUECD8, Anglia) 1. „Another One Bites the Dust” (Deacon) – 3:32 2. „Dragon Attack” (May) – 4:17 3. „Las Palabras de Amor” (May) – 4:26 |  |

## Helyezések és eladások
| Ország                    | Helyezés |
| ------------------------- | -------- |
| Brit kislemezlista        | 7        |
| Amerika Billboard Hot 100 | 1        |
| Ausztriai kislemezlista   | 6        |
| Belga kislemezlista       | 9        |
| Francia kislemezlista     | 24       |
| Holland kislemezlista     | 14       |
| Ír slágerlista            | 4        |
| Kanada RPM Top 100        | 1        |
| Német kislemezlista       | 6        |
| Svájci kislemezlista      | 12       |
| Svéd kislemezlista        | 12       |

| Ország                   | Eladási minősítés | Megjegyzés | Eladás     |
| ------------------------ | ----------------- | ---------- | ---------- |
| Amerika (RIAA)           | platina           | 1980-ban   | 3 500 000+ |
| Amerika (RIAA) Digitális | arany             | 2005-ben   | 500 000+   |